# Нолан Петерсон
Нолан Петерсон (англ. Nolan Peterson) — американський журналіст і письменник, зосереджений на військових конфліктах. Колишній військовий пілот американських Військово-повітряних сил, ветеран афганської та іракської кампаній.
Народився на Флориді. Закінчив Військово-повітряну академію США (бакалаврат з політології) з додатковим ухилом на французьку мову в 2004 році. Навчався на післядипломній програмі у Сорбонні з політичних наук та французької літератури у 2004—2006. Служив у ВПС США, демобілізувався 2011 року. Після демобілізації, як стипендіат Фонду МакКорміка, навчався у Школі журналістики Меділла Північно-західного університету. Як воєнний кореспондент, Петерсон писав про воєнні конфлікти на сході України, в Афганістані та Іраку, а також про окремі аспекти партизанського руху в Тибеті.
Особливий життєвий досвід Петерсона визначною мірою впливає на його тематику і журналістський стиль. 
Окрім журналістики і письменництва, Петерсон захоплюється екстремальними подорожами, альпінізмом, екстремальним плаванням, подолав тріатлон Ironman. До 30-річного віку відвідав усі континенти. Живе разом зі своєю українською дружиною Лілею в Києві.
У 2015-2019 роках вів колонку на НВ, а також дописував на теми українських політичних та безпекових питань до The Daily Signal та Coffee or Die, де він є старшим редактором. Усі його статті переважно дуже співчутливо описують прагнення України до незалежного війльного проєвропейського вибору, як наприклад «Українці воюють за нас».

## Книги
- Чому солдатам бракує війни. (англ. Why Soldiers Miss War. The Journey Home) (2019)
- Снігова сліпота. (англ. Snow-Blind. And Other Stories) (2018)
- Дві розповіді. (англ. Two Stories: A Sight to See & The Boatman) (2019)